# Заружань
Зару́жань (Заружанье, Заруженье; бел. Зару́жанне, Ружына) — озеро в Лепельском районе Витебской области Белоруссии. Относится к бассейну реки Лукомка (впадает в озеро Роговское).

## Описание
Озеро Заружань расположено в 20 км к северо-востоку от города Лепель. Юго-западнее озера находится деревня Заружанье. Высота водного зеркала — 139,8 м над уровнем моря.
Площадь поверхности озера составляет 0,26 км². Длина — 0,94 км, наибольшая ширина — 0,42 км. Длина береговой линии — 2,28 м. Наибольшая глубина — 2,6 м, средняя — 1,3 м. Объём воды в озере — 0,34 млн м³. Площадь водосбора — 9,44 км².
Котловина вытянута с севера на юг. Склоны преимущественно высотой до 10 м, пологие, поросшие кустарником. Северный, северо-западный и восточный склоны распаханы. Высота восточных склонов местами снижается до 2 м. Береговая линия извилистая. Берега низкие, преимущественно заболоченные.
Озёра Заружань и Несино соединены длинной узкой протокой. Кроме того, водоём сообщается с рекой Лукомка (впадает в озеро Роговское) через систему мелиорационных каналов.
Во второй половине XX века на водосборе велись мелиорационные работы, что привело к уменьшению площади озера.